# Beppo Pohlmann

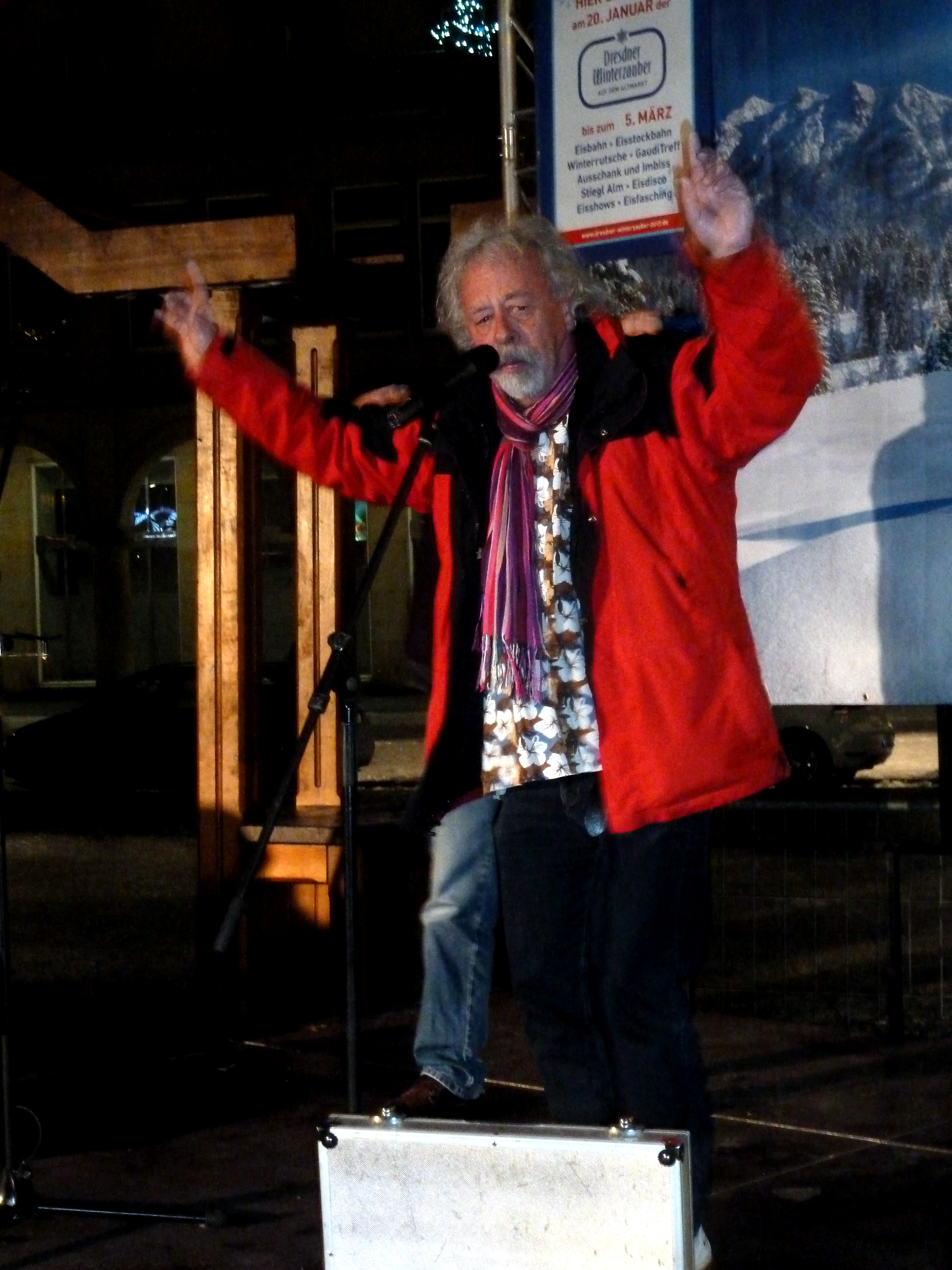
Beppo Pohlmann 2017

Bernhard „Beppo“ Maria Johannes Pohlmann (* 24. Dezember 1951 in Osnabrück) ist ein deutscher Liedermacher, Texter und Komponist sowie Sänger und letztes aktives Gründungsmitglied der Berliner Band Gebrüder Blattschuss.

## Werk
1974 veröffentlichte Pohlmann die LP Ich bin so guter Dinge beim Label der andere song.
1976 gründete er gemeinsam mit Jürgen von der Lippe, Hans Marquardt, Hans Werner Olm und Harald Gribkowsky die Gebrüder Blattschuss. Der größte Erfolg der Gebrüder Blattschuss war das von Pohlmann geschriebene Lied Kreuzberger Nächte. Nach Umbesetzungen und Kunstpausen bestehen die Gebrüder Blattschuss seit 1988 aus Beppo Pohlmann und dem Musiker Kalle Ricken. Beppo Pohlmann ist außerdem seit 2002 mit Solo-Auftritten (u. a. Quatsch Comedy Club) aktiv, unter anderem mit dem Programm Ich war mal schön. 2005 erschien die zugehörige CD Ich war mal schön bei Zett Records. Häufig waren die Sänger in Charlottenburger und Kreuzberger Kneipen unterwegs.

## Diskografie

### Alben
- 1974: Ich bin so guter Dinge (der andere song)
- 2005: Ich war mal schön (Zett Records)
- 2023:   Mit fröhlichen Grüßen  Zett Records

### Singles
- 1987: Sport, Sport (...er macht Sport) (Teldec)
- 1988: Wir alten Germanen (Bellaphon)
- 1989: Null Problemo (Alles easy, alles klar) (Bellaphon)
- 2002: Wenn sie'n Schwips hat... dann spricht sie spanisch (Zett Records)